# Телль (археология)

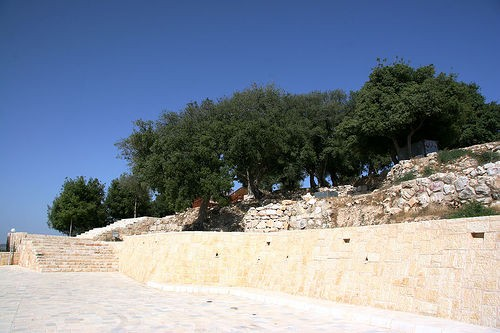
Тель-Мар-Ильяс в северной Иордании

Телль (тель, араб. تَل‎, ивр. תל‎) или тепе́ (депе, тебе, тобе, тюбе — от тюрк. töpü) — холм, обычно искусственного происхождения, высотой до 30—40 м.
Телли образовывались на месте разрушенных древних городов из остатков древних, главным образом, глинобитных строений, являющихся остатками поселений различных времён и заполняющих их культурных слоёв.
Слова тепе и тель входят в состав многих географических названий (например, посёлок городского типа Геок-Тепе в Туркменистане, Тель-Хацор и Тель-Авив в Израиле).
Явление накопления стратиграфических уровней человеческого поселения на стоянке такого типа впервые было замечено Генрихом Шлиманом и Вильгельмом Дёрпфельдом во время раскопок в Трое в 1870—1880-х годах. Первые научные методы раскопок на объектах такого типа были разработаны Флиндерсом Питри и Фредериком Блиссом во время раскопок в Телль-эль-Хези в 1890—1892 годах.